# 多賀勝一
多賀 勝一（たが まさる、1943年〈昭和18年〉7月8日 - ）は、日本の俳優。京都府出身。芸名を多賀 勝としていた時期もある。血液型はO型、身長161cm、体重55kg。
京都を本拠に活動を進めていた、毛利菊枝主宰劇団くるみ座の出身者である。

## 出演

### 映画
- とむらい師たち（1968年）大映京都）  - ラッキョウ
- 講道館破門状（1968年、大映京都）
- 関東女やくざ（1968年、大映京都）
- 橋のない川第一部（1969年）
- 蜘蛛の湯女（1971年、大映京都）
- ポルノの女王 にっぽんSEX旅行（1973年、東映京都）
- 女番長 玉突き遊び（1974年、東映京都）
- 喜劇　特出しヒモ天国（1975年、東映京都）
- 蒲田行進曲（1982年、松竹＋角川春樹事務所） - 生命保険営業マン
- リアリズムの宿 （2004年、山下敦弘監督）
- いくつになってもやりたい男と女（2007年、いまおかしんじ監督） - 鮒吉
- たそがれ（2008年、いまおかしんじ監督）
- 武士の家計簿（2010年） - 川崎
- 拳銃と目玉焼（2013年） - 新聞販売店主
- れいこいるか（2020年、いまおかしんじ監督）
- 侍タイムスリッパー（2024年8月17日、安田淳一監督）[1] - テレビ時代劇監督

### テレビドラマ
- カツドウ屋一代（1968年、MBS/人間プロダクション）
- 木枯し紋次郎（CX / C.A.L）
  - 第1部 第8話「一里塚に風を断つ」（1972年2月19日）
  - 第1部 第17話「無縁仏に明日をみた」（1972年5月20日） - 賭場の客
  - 第2部 第6話「女郎蜘蛛が泥に這う」（1972年12月23日） - 瓦版屋
  - 第2部 第13話「怨念坂を蛍が越えた」（1973年2月10日） - だるまやの店主
- 必殺シリーズ（ABC / 松竹）
  - 助け人走る 第29話「地獄大搾取」（1974年） - 万蔵
  - 必殺必中仕事屋稼業 第7話「人質勝負」（1975年） - 亀吉
  - 必殺仕事人・激突! 第12話「霊感少年を操る極悪人」（1992年） - 矢吉
- 影同心（1975年、MBS / 東映） - 平次
- 河内まんだら（1977年、NHK） - 勝
- 疾風同心 第26話「翔べ暴れん坊同心」（1979年、12ch）- 庄太
- 八丁堀あばれ軍団（1979年、12ch）　- 猫平
- 水戸黄門（TBS / C.A.L）
  - 第9部 第23話「からくりお茶壷道中 ‐甲府‐」（1979年1月8日） - 清野与吾平 ※多賀勝名義
  - 第14部 第32話「灘の庄助なぜ酔っぱらう -灘-」（1984年6月4日） - 留吉 ※ 多賀勝名義
  - 第18部 第12話「非情の猿面暗殺団 -彦根-」（1988年11月28日） ※ 多賀勝名義
  - 第20部 ※ 多賀勝名義
    - 第17話「秘伝盗みの弟子修行 -唐津-」（1991年3月4日）
    - 第31話「娘と名乗れぬ女掏摸 -宮津-」（1991年6月10日）

  - 第21部 第26話「鬼が仕組んだ姥捨山 -善光寺-」（1992年9月28日）
  - 第22部 第17話「正義で織った大島紬 -鹿児島-」（1993年9月6日）
  - 第33部 第16話「娘を守った幽霊騒動 -出石-」（2004年8月9日）- 蕎麦屋の主人
- ゆるしません!（1980年、KTV / CX） - 長山秀夫
- 服部半蔵 影の軍団 第17話「生きていた闇将軍」（1980年、KTV / 東映）
- 松平右近事件帳 第36話 「狼に狙われた一人娘」（1982年、NTV / ユニオン映画）
- 遠山の金さん 第13話「危うし! 遠山金四郎お命頂戴!」（1982年、ANB/東映）※多賀勝名義
- 壬生の恋歌 (1983年、NHK大阪)－西岡利三郎
- 新・なにわの源蔵事件帳 第9話「輸入薬のゆくえ」（1984年、NHK大阪）
- 連続テレビ小説（NHK）
  - いちばん太鼓（1985年） - 小川勝 役
  - ぴあの（1994年） - 八百六 役
  - ふたりっ子（1996年 - 1997年） - カネヤン 役
  - やんちゃくれ
  - オードリー - 日高良彦 役
  - だんだん - 花田徳蔵 役
  - おちょやん - 座本
- 銀河テレビ小説（NHK）
  - わが歌ブギウギ （1987年） - 田村
- 現代恐怖サスペンス「ししゃもと未亡人」（1987年、KTV / 東映） - 交番警察官
- 京都サスペンス「清水寺おもいで小路」（1988年、KTV / 映像京都）
- ご存知!旗本退屈男II 「薩摩に倒幕の謀反!謎の南蛮船と能面武士の密書!!」（1988年、ANB/東映）- 植木屋
- 暴れん坊将軍シリーズ（ANB/東映）
  - 暴れん坊将軍III 第48話「恋も思案のおてんば剣法」（1989年） - 松助
  - 暴れん坊将軍IV 第49話「恋山彦 幻の花嫁!」（1992年） - 十助
  - 暴れん坊将軍VII 第4話「花の吉原 空飛ぶおいらん」（1996年） - 殿様
  - 暴れん坊将軍IX 第15話「潜入! 吉宗の生母 小石川養生所の謎」（1999年）- 吾作
- 12時間超ワイドドラマ 「宮本武蔵　第三部　巻の二　小次郎無情　燕返し開眼！」（1990年、テレビ東京）- 居酒屋の客
- 大岡越前 第12部 第14話「姫様の好物ふかし藷」（1992年1月20日、TBS / C.A.L）
- 三匹が斬る! シリーズ（ANB）※ 多賀勝名義
  - 三匹が斬る! 第3話「仇打ちの、乙女も愛でよ秋花火」（1987年）- 警護役
  - 続・三匹が斬る!
    - 第1話「女の砦、降るは涙か血の雨か」（1988年）
    - 第14話「人質の、母娘が送る流人舟」（1989年）

  - 新・三匹が斬る!
    - 第8話「密造酒、飲んで飲まれて大作戦」（1992年）- 新助
    - 第12話「非情剣！これが噂のオオカミ男」（1992年） - 駒吉
- 鬼平犯科帳（CX / 松竹）
  - 第3シリーズ 第12話「隠居金七百両」（1992年3月11日） - 孫吉 ※ 多賀勝名義
  - 第4シリーズ 第12話「埋蔵金千両」（1993年3月17日） - 与兵衛
  - 第5シリーズ 第11話「隠し子」（1994年6月29日）
  - 第7シリーズ 第4話「木の実鳥の宗八」（1997年）
  - 第9シリーズ 第3話「男の隠家」（2001年） - 市之助
- 八百八町夢日記 第2シリーズ「翔べ!見習い同心」（1992年、NTV / ユニオン映画） - 庄八 役
- 半七捕物帳 第11話「闇の顔役」（1992年、NTV / ユニオン映画） - 宝八 ※ 多賀勝名義
- 付き馬屋おえん事件帳 スペシャル「散る花 咲く花 吉原と大奥の光と影!」（1993年、TX・松竹） - 玉屋
- 銭形平次（CX）
  - 第3シリーズ 第12話「不運の夜」（1993年）
  - 第4シリーズ 第11話「奇妙な約束」（1994年） - 朝吉
  - 第6シリーズ 第3話「風鈴の女」（1997年） - 銀次
- チンチン電車（1993年9月15日、NHK）
- 名奉行 遠山の金さん（ANB / 東映）
  - 第6シリーズ
    - 第6話「必殺 世直し人の娘」（1994年） - 磯貝
    - 第22話「還暦祝い毒殺事件」（1995年） - 瓦版屋
    - 第23話「大陰謀!紫頭巾の女」（1995年） - 瓦版屋

  - 第7シリーズ 第15話「肝っ玉母さんと邪教の女」（1996年） - 権八
- 江戸の用心棒II 第11話「死体が消えた!」（1996年、NTV / ユニオン映画） - 馬琴
- 剣客商売（CX / 松竹）
  - 第1シリーズ 第6話「深川十万坪」（1998年） - 松吉
  - 第2シリーズ 第4話「婚礼の夜」（2000年）- 善八
  - 第4シリーズ - 嘉助
- ドラマ新銀河（NHK）
  - 京都発・ぼくの旅立ち（1996年） - 正之助
  - この指とまれ2（1997年） - 太田
- 隠密奉行朝比奈 （CX）
  - 第1シリーズ 第8話「京の罠 逃げ出した花嫁」（1998年）- 二宮東兵衛
  - 第2シリーズ 第9話「長崎平戸 森に潜む魔神」（1999年）- 彦兵衛
- 十手人（2001年、ANB / 東映）
- 生存（2002年、NHK）
- 盤嶽の一生 第6話「流れ者」（2002年、CX） - 「桔梗屋」の番頭
- はんなり菊太郎シリーズ（2002年・2004年・2007年、NHK） - 吉左衛門
- 日本史サスペンス劇場（NTV / 東映） - 近松門左衛門
- 夏子と天才詐欺師たち（2010年8月14日、ABC） - 奥田
- 忠臣蔵〜その義その愛（2012年1月2日、TX） - 桶野惟弘
- 松本清張 球形の荒野（2014年3月9日、BS日テレ） - 旅館の主人
- 神谷玄次郎捕物控 第3話「疑惑」（2014年4月18日、NHK BSプレミアム / 松竹） - 杢兵衛
- 土曜ワイド劇場特別企画 スペシャリスト3（2015年2月28日、EX / 東映） - マンション管理人
- 京都人情捜査ファイル（2015年） - 松永照雄 役
- 鬼平犯科帳 (中村吉右衛門) FINAL （2016年） - 佐平衛 役
- 伝七捕物帳（2016年） - 佐吉 役
- 狩矢父娘シリーズ「京都〜神戸プロポーズ殺人事件！」（2017年）-「ウエディングフェア」の司会
- 小吉の女房 第1シリーズ（2019年） - 関川讃岐 役
- やじ×きた 元祖・東海道中膝栗毛（2019年） - 村田屋治郎兵衛 役
- 科捜研の女 Season19 最終話（2020年3月19日） - 猿渡一造 役
- あなたのブツが、ここに（2022年） - 「麺吉」店主 役

### テレビアニメ
- じゃりン子チエ（1981年 - 1983年 MBS・東京ムービー新社） - 天野勘九郎役
- チエちゃん奮戦記 じゃりン子チエ (1991年 - 1992年、東宝・MBS・東京ムービー新社） -  天野勘九郎、オトシの六さん役

### 舞台
- 油屋おこん（南座）
- 佐渡島他吉の生涯（飛天）
- ゴトーを待ちながら
- スカバンの悪だくみ
- 咳をしても一人
- 賢女気質[2]
- 星降る街に住む君へ